# South Dakota (lớp thiết giáp hạm) (1939)
Lớp thiết giáp hạm South Dakota là một nhóm bốn thiết giáp hạm nhanh được chế tạo cho Hải quân Hoa Kỳ ngay trước Chiến tranh Thế giới thứ hai. Chúng là lớp thiết giáp hạm thứ hai được đặt tên theo tiểu bang thứ 40 của Hoa Kỳ; lớp thứ nhất được thiết kế trong những năm 1920 nhưng bị hủy bỏ theo những điều khoản của Hiệp ước Hải quân Washington. Lớp này bao gồm các thiết giáp hạm: South Dakota, Indiana, Massachusetts và Alabama. Chúng gọn gàng hơn và được bảo vệ tốt hơn so với lớp North Carolina dẫn trước, nhưng cũng có cùng dàn pháo chính gồm chín khẩu pháo 406 mm (16 inch)/45 caliber Mark 6 trên những tháp pháo ba nòng. Những con tàu này có thể dễ dàng phân biệt bằng mắt thường so với những chiếc trước đó bởi một ống khói duy nhất, trong khi lớp North Carolina có hai ống khói. Theo các tác giả William Garzke và Robert Dulin, thiết kế của South Dakota là những chiếc "thiết giáp hạm hiệp ước" tốt nhất từng được chế tạo.
Được bắt đầu chế tạo ngay trước khi Thế Chiến II nổ ra, do được chấp thuận trong Tài khóa 1939, lớp thiết giáp hạm mới được đưa ra hoạt động vào mùa Hè năm 1942. Chúng được cho hoạt động trên cả mặt trận Đại Tây Dương, sẵn sàng đánh chặn các tàu chiến chủ lực Đức muốn liều lĩnh xuất trận, lẫn tại mặt trận Thái Bình Dương, trong vai trò hộ tống tàu sân bay và bắn phá bờ biển. Cả bốn chiếc đều đã sống sót qua cuộc chiến và đều được cho ngừng hoạt động sau khi chiến tranh kết thúc; South Dakota và Indiana bị tháo dỡ, trong khi Massachusetts và Alabama được giữ lại như những tàu bảo tàng.

## Bối cảnh
Hai chiếc thiết giáp hạm dẫn trước thuộc lớp North Carolina đã được chấp thuận cho chế tạo và được phân bổ trong tài khóa 1937; vào năm 1936, Ủy ban Tướng lĩnh Hải quân đã nhóm họp để thảo luận về hai chiếc sẽ được phân bổ trong tài khóa 1938. Ủy ban có xu hướng muốn đóng thêm hai chiếc lớp North Carolina, nhưng Đô đốc William Harrison Standley, Trưởng phòng Tác chiến Hải quân, đã vận động cho một thiết kế mới. Vì chúng đòi hỏi một thiết kế mới, việc chế tạo không thể bắt đầu vào năm 1938, nên những chiếc này được phân bổ cho tài khóa 1939. Việc thiết kế được bắt đầu từ tháng 3 năm 1937 và những sơ thảo cho hai thiết giáp hạm được Bộ trưởng Hải quân chính thức chấp thuận vào ngày 23 tháng 6. Các đặc tính cụ thể hơn cho hai con tàu được đưa ra và được chấp thuận vào ngày 4 tháng 1 năm 1938. Các con tàu được chính thức đặt hàng vào ngày 4 tháng 4 năm 1938.
Do tình hình quan hệ quốc tế ngày càng xấu đi tại châu Âu và Viễn Đông, Quốc hội đã chấp thuận bổ sung thêm hai thiết giáp hạm của thiết kế mới, nâng tổng số lên bốn chiếc, vào ngày 25 tháng 6 năm 1938. Mặc dù "Điều khoản Leo thang" của Hiệp ước Hải quân Luân Đôn thứ hai đã được phép áp dụng cho Hải quân Mỹ để họ có thể bắt đầu công việc chế tạo lớp Iowa tiếp theo, nhưng Quốc hội chỉ sẵn lòng chấp thuận những thiết giáp hạm trong giới hạn 35.000 tấn. Một số khiếm khuyết trên lớp North Carolina được sửa chữa trên những chiếc South Dakota mới hơn; bao gồm không đủ độ bảo vệ dưới mực nước, và động cơ turbine không thuộc vào loại kỹ thuật mới nhất sẵn có. Lớp North Carolina cũng không có đủ chỗ trống trên tàu để hoạt động như là soái hạm của hạm đội; một trong số những chiếc tàu mới được thiết kế với một sàn bổ sung trên tháp chỉ huy dành riêng cho mục đích này, cho dù sự gia tăng trọng lượng cần thiết buộc phải tháo bỏ hai khẩu đội pháo hạng hai 127 mm (5 inch) nòng đôi.

## Thiết kế
Một số lượng lớn câu hỏi được đặt ra về những yêu cầu đối với lớp thiết giáp hạm mới. Nhóm thiết kế đã liệt kê một số lớn những đề nghị khác nhau; một phương án đề xuất chín khẩu pháo 406 mm (16 inch) trên ba tháp pháo ba nòng, vỏ giáp sàn tàu dày 150 mm (5,9 inch) giúp con tàu miễn nhiễm với đạn pháo bắn tới cho đến khoảng cách 27 km (30.000 yard), và một tốc độ tối đa đạt ít nhất 42,6 km/h (23 knot). Đai giáp hông là một vấn đề hóc búa hơn nhiều; pháo 406 mm (16 inch) có khả năng xuyên thủng lớp giáp dày 343 mm (13,5 inch), kiểu đai giáp dày nhất được sử dụng trên các thiết giáp hạm Mỹ vào lúc đó, ngay cả ở khoảng cách 22,8 km (25.000 yard). Nhằm bảo vệ con tàu trước hỏa lực của chính nó, một đặc tính thường được biết đến như là "vỏ giáp cân bằng", đai giáp chính phải được tăng cường lên 394 mm (15,5 inch), khiến làm gia tăng trọng lượng rẽ nước của con tàu vượt quá giới hạn cho phép. Để làm giảm nhẹ vấn đề này, đai giáp nghiêng được sử dụng; và nó không thể sử dụng vỏ giáp nghiêng cho một đai giáp bên ngoài, vì sẽ ảnh hưởng độ ổn định của con tàu tới mức nguy hiểm. Tuy nhiên, điều này vẫn có những nhược điểm nghiêm trọng: việc chế tạo đai giáp nghiêng khá phức tạp, và nếu nó bị hư hại, lớp vỏ bọc bên ngoài trước tiên phải được cắt bỏ trước khi sửa chữa bản thân đai giáp.
Để tối thiểu hóa những nhược điểm của một đai giáp nghiêng, nó được cho đặt chéo ra bên ngoài từ lườn tàu, rồi được cho nghiêng vào trong hướng về sàn tàu bọc thép. Điều này có nghĩa là một quả đạn pháo bắn từ một khoảng cách tương đối gần sẽ trúng phần trên của đai giáp ở một góc, làm cho sự bảo vệ của vỏ giáp được tối đa. Tuy nhiên, hiệu quả của phần phía trên của đai giáp bị giảm sút ở tầm xa, vì những quả đạn pháo bắn tới sẽ chạm đích ở một góc gần như vuông góc, làm gia tăng khả năng đâm xuyên vỏ giáp. Nó giúp giảm thiểu bề mặt cần được che phủ bởi vỏ giáp sàn tàu, làm giảm thêm được trọng lượng. Điều này cho phép đai giáp trên được làm dày hơn, phần nào đó cải thiện sự mong manh đối với đạn pháo bắn tới từ tầm xa. Vì đai giáp được đặt bên trong, nó cung cấp khả năng mở rộng vào phần bên trong của đáy tàu hai lớp, cho phép con tàu có được sự bảo vệ dưới nước tốt hơn so với lớp North Carolina dẫn trước. Cuối cùng, kiểu đai giáp kép nghiêng phức tạp bị hủy bỏ khi rõ ràng là một đai giáp nghiêng duy nhất có thể cung cấp sự bảo vệ tương tự mà lại tiết kiệm hàng trăm tấn trọng lượng.
Kích cỡ của lườn tàu cũng là một vấn đề: nói chung một lườn tàu dài hơn sẽ cân bằng với một tốc độ tối đa lớn hơn, nhưng đòi hỏi nhiều vỏ giáp hơn để bảo vệ nó. Để duy trì một tốc độ tối đa lớn hơn trên một lườn tàu ngắn hơn, cần có hệ thống động lực có công suất lớn hơn. Vì thiết kế của lớp South Dakota ngắn hơn nhiều so với lớp North Carolina trước đó: 210 m (680 ft) thay vì 222 m (729 ft) tương ứng, những con tàu mới cần phải được cải tiến hệ thống động lực để sử dụng trên lườn tàu ngắn hơn mà vẫn duy trì cùng một tốc độ như những chiếc dài hơn. Thiết kế ban đầu yêu cầu một tốc độ tối đa ít nhất 41,7 km/h (22,5 knot), được cho là đủ để bắt kịp thiết giáp hạm đối phương và nhanh hơn tàu ngầm đi trên mặt biển. Tuy nhiên, vào năm 1936, các báo cáo của Hải quân Nhật giải mã được cho thấy thiết giáp hạm Nagato có khả năng đặt được tốc độ tối đa trên 48 km/h (26 knot). Có thể xác định là một tốc độ tối đa giữa 47,8 và 48,5 km/h (25,8 và 26,2 knot) có thể đạt được nếu như hệ thống động lực của North Carolina có thể thu gọn kích thước đủ để có thể gắn vừa vào lườn tàu chật hẹp hơn của South Dakota. Để đạt được như vậy, các máy móc phải được sắp xếp lại sao cho các nồi hơi được bố trí ngay bên trên các động cơ turbine, một giải pháp tương tự như cách từng được áp dụng cho lớp tàu chiến-tuần dương Lexington vào năm 1916. Các nồi hơi sau đó được tái bố trí nhiều lần, để chúng được đặt so le với các turbine, và cuối cùng được đặt song song bên cạnh turbine. Hệ thống động lực được bố trí sát với nhau đến mức có thể; các thiết bị cô đọng và tinh lọc nước cũng được đặt trong phòng máy. Việc này cung cấp đủ chỗ trống bổ sung bên trong đai giáp cho việc bố trí thêm một phòng bản đồ thứ hai, so với chỉ có một trong lớp North Carolina trước đó.

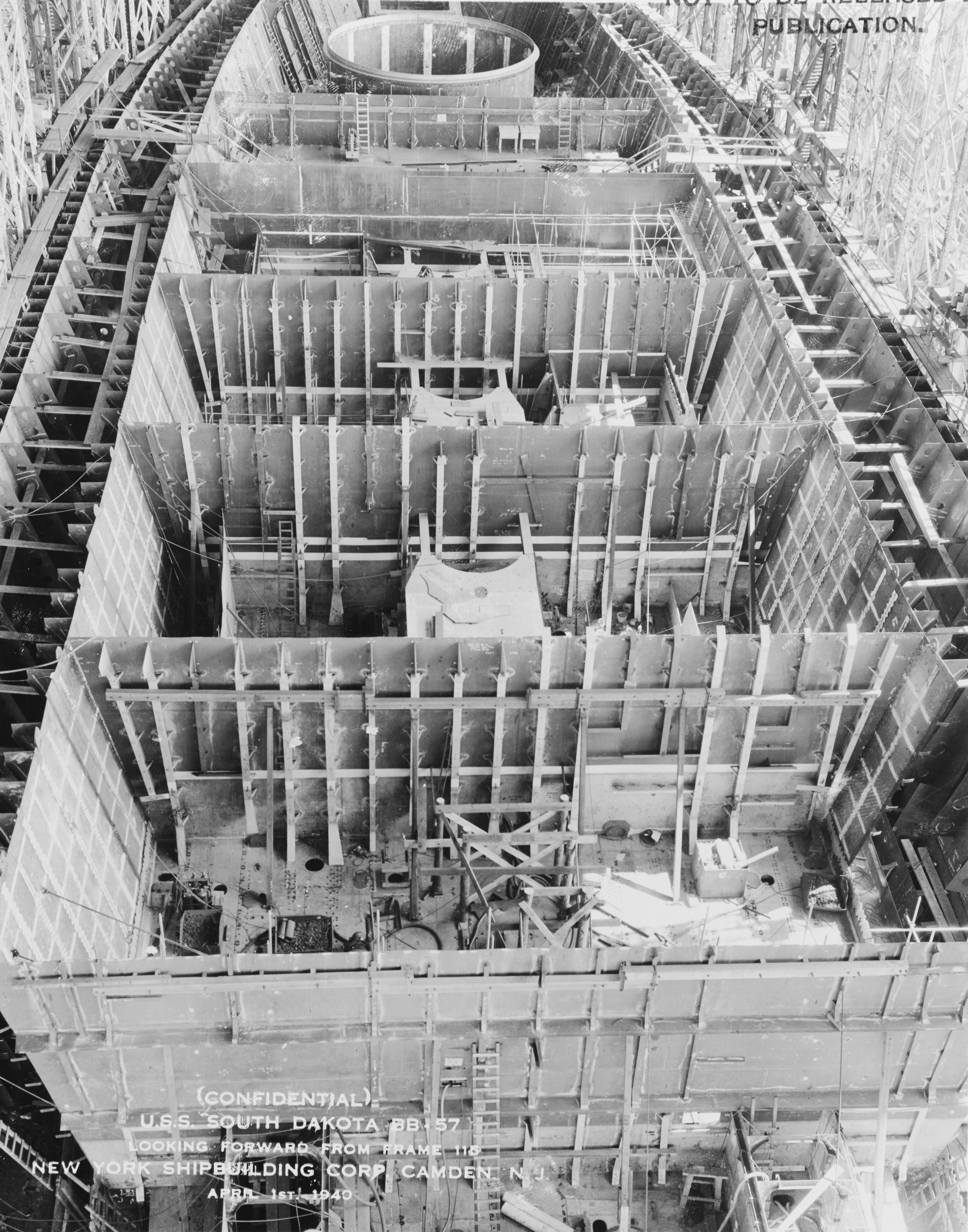
South Dakota đang được chế tạo, tháng 4 năm 1940

Vào lúc này, quá trình thiết kế đã tiến triển đến mức có thể đưa ra những đặc tính chế tạo chi tiết của con tàu: lườn tàu dài 203 m (666 ft) và được tích hợp một đai giáp nghiêng bên trong duy nhất. Tuy nhiên, dự phòng trường hợp Ủy ban Tướng lĩnh không chấp thuận phương án này, các nhà thiết kế hải quân đã tạo ra một loạt các biến thể. Chúng bao gồm một kiểu dài hơn, nhanh hơn trang bị pháo 355 mm (14 inch) trên các tháp pháo ba nòng, kiểu chậm hơn với pháo 355 mm (14 inch) trên các tháp pháo bốn nòng, những phiên bản cải tiến dựa trên lớp North Carolina, và một chiếc tốc độ 50 km/h (27 knot) trang bị chín pháo 16 inch có cấu hình tương tự như North Carolina. Các cuộc tranh luận đã nổ ra về những con tàu mới, thường tập trung chung quanh vấn đề về tốc độ. Trưởng phòng Tác chiến Hải quân từ chối giảm tốc độ con tàu mới dưới mức 46,3 km/h (25 knot), các hạm đội tranh luận rằng tối thiểu 50 km/h (27 knot) là cần thiết để duy trì sự đồng nhất trong hàng chiến đấu, và Hiệu trưởng của Học viện Chiến tranh Hải quân giữ quan điểm cho rằng một con tàu nhanh là lý tưởng, nhưng hải quân cần tiếp tục sử dụng những thiết giáp hạm cũ tốc độ chậm 39 km/h (21 knot) cho đến thập niên 1950, vì vậy một tốc độ cao hơn không tuyệt đối cần thiết. Thiết kế nguyên thủy 203 m (666 ft) là phương án duy nhất đáp ứng các yêu cầu đặc trưng về tốc độ, sự bảo vệ và chín khẩu pháo 305 mm (16 inch). Đến cuối năm 1937, thiết kế được đề nghị khá tương tự như những con tàu được chế tạo; một số cải tiến nhỏ được thực hiện để tiết giảm trọng lượng và tăng góc bắn cho các khẩu pháo. Chỗ nghỉ ngơi của thủy thủ đoàn, ngay cả phòng khánh tiết dành cho sĩ quan cao cấp và phòng ăn đều bị giảm kích thước, và các cửa thông gió hoàn toàn bị loại bỏ; toàn bộ con tàu sử dụng hệ thống lưu chuyển không khí nhân tạo.

## Đặc tính

### Vũ khí trang bị

#### Dàn pháo chính

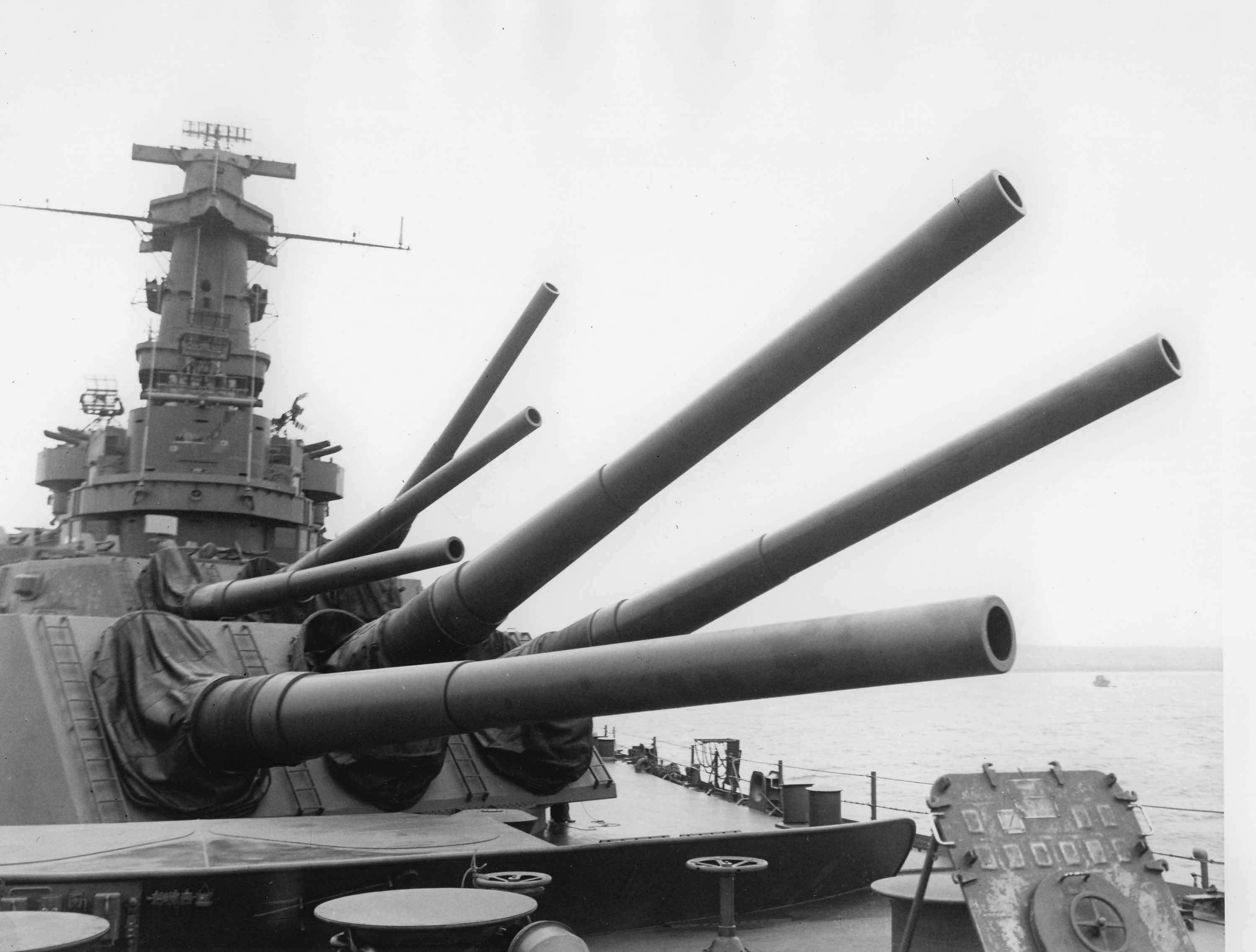
Thiết giáp hạm South Dakota phô diễn khả năng nâng độc lập các khẩu pháo chính trên cùng một tháp pháo

Những chiếc thiết giáp hạm thuộc lớp South Dakota mang một dàn pháo chính bao gồm chín khẩu hải pháo 406 mm (16 inch)/45 caliber Mark 6 trên những tháp pháo ba nòng. Hai trong số ba tháp pháo này được bố trí thành cặp bắn thượng tầng phía trước, trong khi tháp pháo thứ ba được bố trí phía sau cấu trúc thượng tầng chính. Các khẩu pháo này bắn ra loại đạn pháo xuyên thép (AP: armor-piercing) Mark 8 nặng 1.225 kg (2.700 lb) với tốc độ hai phát mỗi phút cho mỗi khẩu pháo. Chúng có thể sử dụng một liều thuốc phóng đầy đủ nặng 243 kg (535 lb), một liều thuốc phóng tiết giảm nặng 134 kg (295 lb), hay một liều thuốc phóng tiết giảm không lóe nặng 143 kg (315 lb). Nó cung cấp một lưu tốc đầu đạn lên đến 700 m/s (2.300 ft/s) cho đạn xuyên thép với liều thuốc phóng đầy đủ, trong khi liều tiết giảm cho một lưu tốc đầu đạn giảm tương ứng còn 549 m/s (1.800 ft/s). Có 130 quả đạn được dự trữ cho mỗi khẩu, tổng cộng là 1.170 đầu đạn. Tất cả các khẩu pháo trên cả ba tháp súng có thể nâng tối đa đến 45°, nhưng chỉ các tháp pháo I và III có thể hạ xuống -2°; tháp pháo II bắn thượng tầng không thể hạ thấp. Tầm bắn xa tối đa ở góc nâng 45° là 33,7 km (36.900 yard) với đạn pháo Mark 8. Các tháp pháo có thể xoay 150° về cả hai phía của trục giữa con tàu, cho phép có một góc bắn khá rộng. Các khẩu pháo có thể nâng hay hạ với tốc độ 12° mỗi giây, và các tháp pháo có thể xoay ở tốc độ 4° mỗi giây.

#### Dàn pháo hạng hai

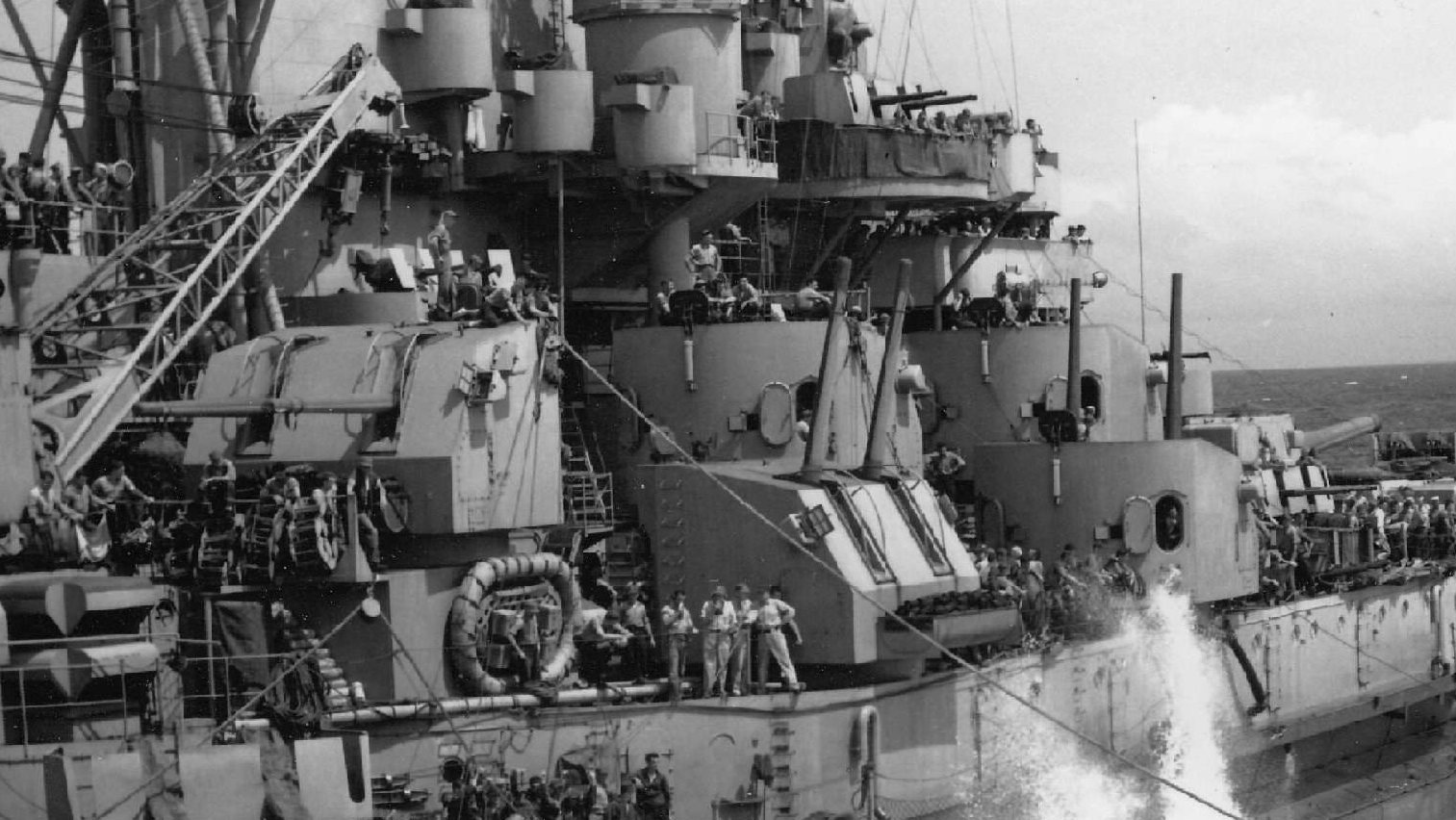
Khẩu đội pháo hạng hai 127 mm (5-inch)/38 caliber trên chiếc Massachusetts

Vì South Dakota được chế tạo như là soái hạm cho hạm đội, những chỗ trống để chỉ huy và kiểm soát dành cho nhiệm vụ này đã buộc phải giới hạn dàn pháo hạng hai của nó còn mười sáu khẩu 127 mm (5-inch)/38 caliber Mark 12 trên tám tháp pháo Mark 28 Mod 0 nòng đôi, bốn tháp pháo mỗi bên của cấu trúc thượng tầng. Ba chiếc còn lại được tăng lên 20 khẩu trên 10 tháp pháo, năm chiếc mỗi bên mạn tàu. Những tháp pháo này nặng gần 71 tấn (156.295 lb) và có thể hạ thấp đến −15° và nâng cao đến 85°. Kiểu pháo này có thể bắn nhiều loại đạn pháo khác nhau, bao gồm đạn pháo phòng không, đạn pháo sáng và đầu đạn phosphor trắng (WP: white phosphorus) ở tốc độ bắn từ 15 đến 22 phát mỗi phút. Đạn pháo phòng không dài 52,7 cm (20,75 inch) và cân nặng trong khoảng 24–25 kg (54-55 lb) tùy theo biến thể. Đạn pháo sáng và đạn phosphor trắng nhỏ hơn đôi chút, dài 50,8 cm (20 inch); đạn pháo sáng nặng 24,7 kg (54,4 lb) và đạn WP nặng 24 kg (53 lb).
Các khẩu pháo này sử dụng ba kiểu thuốc phóng khác nhau tùy theo tình huống: một liều thuốc phóng đầy đủ, một liều thuốc phóng đầy đủ không lóe, và một liều thuốc phóng tiết giảm. Liều thuốc phóng đầy đủ tiêu chuẩn cân nặng 6,9–7,0 kg (15,2–15,5 lb), liều thuốc phóng không lóe nặng hơn đôi chút ở 7,3 kg (16 lb), và liều thuốc phóng tiết giảm nhẹ hơn đáng kể, ở 1,6 kg (3,6 lb). Cả hai liều thuốc phóng đầy đủ đều cung cấp một lưu tốc đầu đạn lên đến 790 m/s (2.600 ft/s) trên những khẩu súng mới, nhưng do nòng súng tiếp tục bị bào mòn khi sử dụng, lưu tốc đầu đạn giảm đi đôi chút còn 760 m/s (2.500 ft/s). Liều thuốc phóng tiết giảm có lưu tốc giảm tương ứng còn 370 m/s (1.200 ft/s). Mỗi khẩu pháo được cung cấp 450 quả đạn, và được dự định để bắn 4.600 phát trước khi được xem là mòn đến mức phải thay thế. Ở mức nâng tối đa có hiệu quả 45° nhằm chống lại mục tiêu trên mặt biển, các khẩu pháo này có thể bắn xa đến cự ly 15.903 m (17.392 yard); và tầm cao tối đa khi chống lại mục tiêu trên không là 11.900 m (37.200 feet).

#### Hỏa lực phòng không

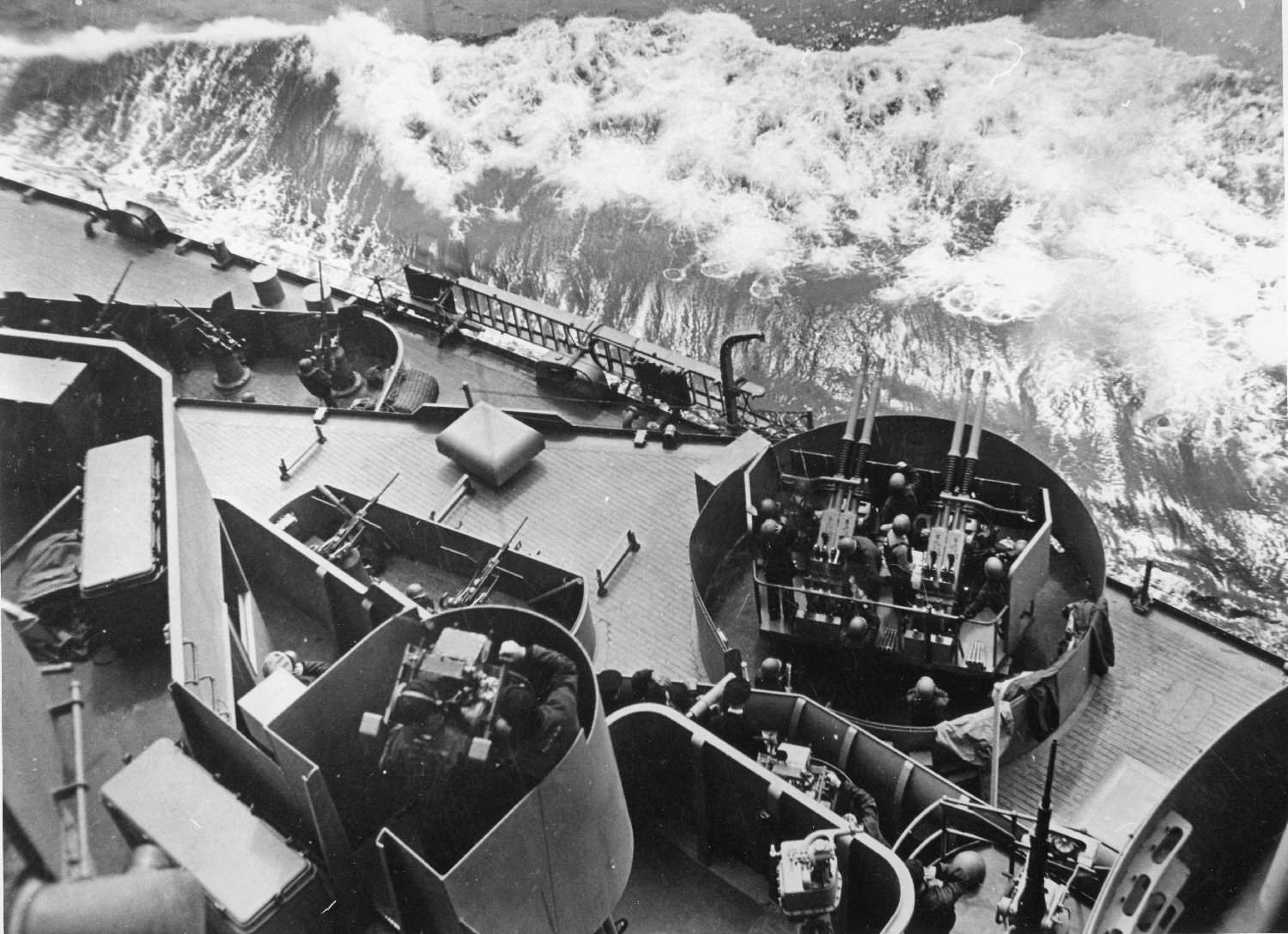
Một loạt các vũ khí phòng không bên trên chiếc South Dakota

Những con tàu trong lớp South Dakota được trang bị nhiều loại vũ khí phòng không khác nhau; và số lượng của chúng cũng thay đổi theo thời gian. Thoạt tiên, chúng được thiết kế để mang mười hai súng máy 0,50 caliber và mười hai pháo 28 mm (1,1 inch). Vào tháng 3 năm 1942, khi chiếc South Dakota được hoàn tất, dàn hỏa lực phòng không được cải biến với tám súng máy 0,50 caliber, hai mươi tám pháo 28 mm (1,1 inch) và mười sáu pháo phòng không Oerlikon 20 mm. Đến tháng 9 cùng năm, số súng máy 0,50 caliber được tháo dỡ và số lượng pháo 28 mm (1,1 inch) bị giảm còn hai mươi. Thay vào đó, số lượng pháo 20 mm được giữ nguyên và bổ sung thêm 16 pháo phòng không Bofors 40 mm trên bốn tháp pháo bốn nòng.
Vào tháng 2 năm 1943, số pháo 28 mm (1,1 inch) và một khẩu 20 mm được tháo dỡ, thay thế bằng 52 khẩu 40 mm, nâng tổng số lên 68. Đến tháng 12 năm 1944, dàn hỏa lực phòng không lại được nâng cấp, với 72 khẩu 20 mm và 72 khẩu Bofors 40 mm. Vào tháng 3 năm 1945, dàn hỏa lực phòng không được cải biến lần sau cùng: năm khẩu 20 mm được bổ sung và bốn khẩu 40 mm được tháo dỡ. Điều này đã cung cấp một số lượng pháo phòng không tối đa lên đến 145 khẩu. Những con tàu khác cũng lần lượt được nâng cấp theo trình tự tương tự cho dàn hỏa lực phòng không.

### Vỏ giáp
Đai giáp trong của lớp South Dakota được đặt nghiêng 19° so với hướng thẳng đứng, và có độ dày 310 mm (12,2 inch), và được lót thêm phía sau bằng một lớp thép tôi đặc biệt (STS: Special Treatment Steel) dày 22 mm (7/8 inch). Đai giáp nghiêng này tương đương với một đai giáp thẳng đứng dày 440 mm (17.3 inch), có khả năng chống đỡ loại đạn pháo nặng 1.016 kg (2.240 lb) bắn từ cỡ nòng pháo 406 mm (16 inch)/45 caliber trang bị trên lớp thiết giáp hạm Colorado ở khoảng cách 16,2-28,3 km (17.700-30.900 yard). Vùng miễn nhiễm chống lại cỡ đạn pháo siêu nặng 406 mm (16 inch) của chính lớp South Dakota nhỏ hơn: đai giáp chỉ có hiệu quả trong phạm vi 18,7-24,1 km (20.500-26.400 yard).
Đai giáp hông được mở rộng cho đến đáy của con tàu, và vuốt nhọn dần từ độ dày 310 mm (12,2 inch) xuống còn 25 mm (1 inch) ở vị trí thấp nhất. Đặc tính này được chọn để bảo vệ chống lại sự xuyên thủng của các quả đạn pháo hạng nặng đánh trúng con tàu bên dưới mực nước. Sự bảo vệ dưới nước bao gồm bốn vách ngăn chống ngư lôi, một hế thống nhiều lớp được thiết kế để hấp thu năng lượng từ một vụ nổ dưới nước tương đương với 317,5 kg (700 lb) chất nổ TNT (1,3 GJ).

## Lịch sử hoạt động

### Những chiếc trong lớp
| Tàu           | Đặt lườn             | Hạ thủy              | Hoạt động           | Số phận                                                                               |
| South Dakota  | 5 tháng 7 năm 1939   | 7 tháng 6 năm 1941   | 20 tháng 3 năm 1942 | Ngừng hoạt động 31 tháng 1 năm 1947; bán để tháo dỡ 25 tháng 10 năm 1962              |
| Indiana       | 20 tháng 11 năm 1939 | 21 tháng 11 năm 1941 | 30 tháng 4 năm 1942 | Ngừng hoạt động 11 tháng 9 năm 1947; bán để tháo dỡ tháng 10 năm 1963                 |
| Massachusetts | 20 tháng 7 năm 1939  | 23 tháng 9 năm 1941  | 12 tháng 5 năm 1942 | Ngừng hoạt động 27 tháng 3 năm 1947; hiện là tàu bảo tàng ở Fall River, Massachusetts |
| Alabama       | 1 tháng 2 năm 1940   | 16 tháng 2 năm 1942  | 16 tháng 8 năm 1942 | Ngừng hoạt động 9 tháng 1 năm 1947; hiện là tàu bảo tàng ở Mobile, Alabama            |

### South Dakota

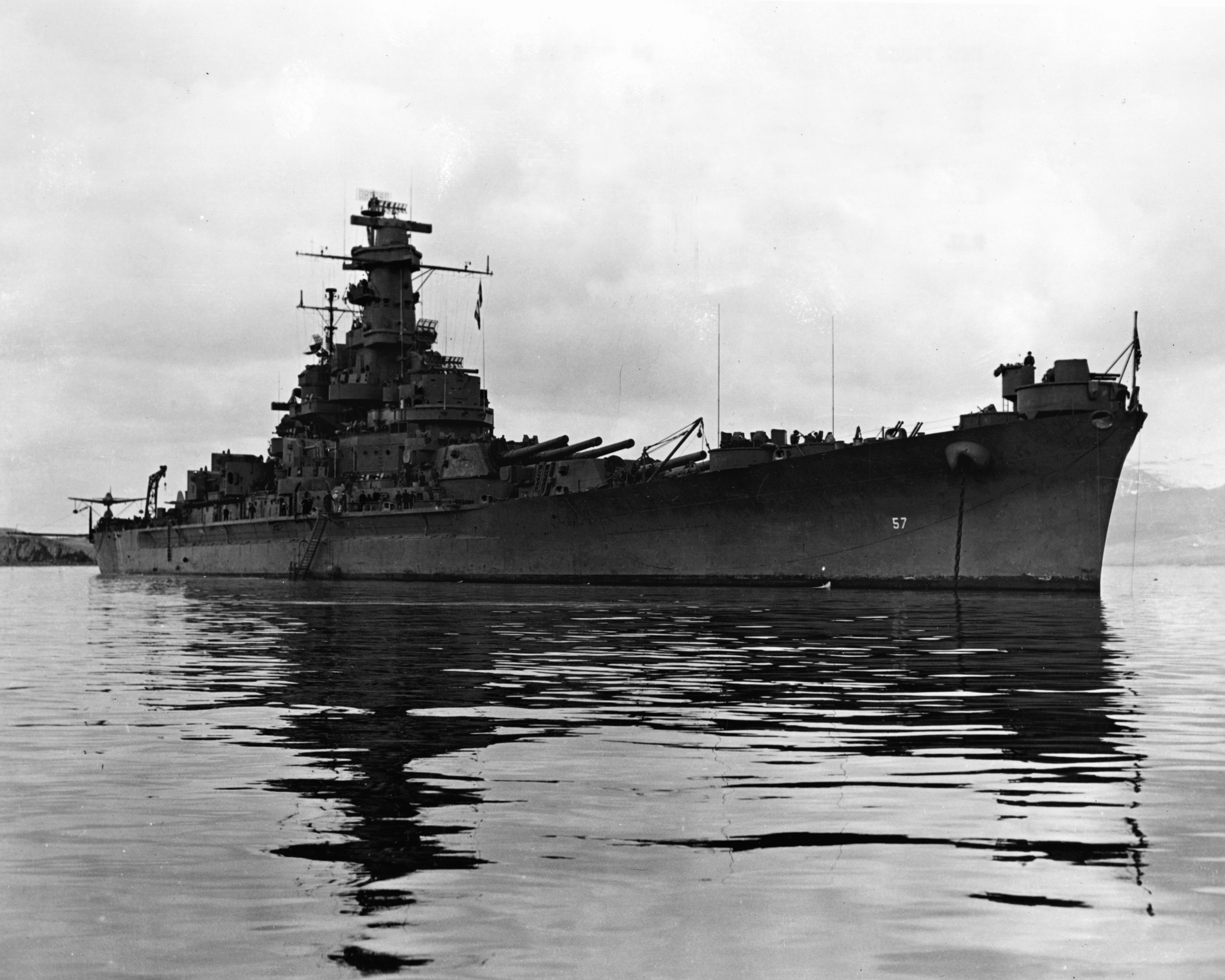
South Dakota thả neo tại Iceland vào ngày 24 tháng 6 năm 1943

South Dakota được đặt lườn vào ngày 5 tháng 7 năm 1939 bởi hãng New York Shipbuilding Corporation tại Camden, New Jersey. Nó được hạ thủy vào ngày 7 tháng 6 năm 1941 và đưa ra hoạt động vào ngày 20 tháng 3 năm 1942. Nó thực hiện một chuyến đi chạy thử máy vào tháng 6 sau khi hoàn tất việc trang bị. Trong tháng 8 và tháng 9, chiếc thiết giáp hạm mới di chuyển từ Đại Tây Dương sang Thái Bình Dương ngang qua kênh đào Panama. Nó va phải một dãi san hô không lâu sau khi đi đến quần đảo Tonga và phải đi đến Xưởng hải quân Trân Châu Cảng để sửa chữa mất gần một tháng. South Dakota sau đó được phân công hộ tống tàu sân bay Enterprise trong thành phần của Lực lượng Đặc nhiệm 16; được Lực lượng Đặc nhiệm 17 tháp tùng không lâu sau đó; lực lượng kết hợp này, được đặt tên là Lực lượng Đặc nhiệm 61, được lệnh "càn quét quần đảo Santa Cruz rồi tiến ra hướng Tây Nam ngăn chặn mọi lực lượng Nhật Bản mưu toan tiếp cận Guadalcanal." Điều này đã đưa đến Trận chiến quần đảo Santa Cruz nơi South Dakota, trong khi hộ tống Enterprise, bị đánh trúng một quả bom 227 kg (500 lb) lên tháp pháo 406 mm (16 inch) phía trước, nhưng cũng đã bắn rơi 26 máy bay Nhật Bản.
Ngày 30 tháng 10, South Dakota bị tai nạn va chạm với tàu khu trục Mahan khi chiếc này theo dõi dấu vết phát hiện tàu ngầm đối phương bằng sonar. Cả hai vẫn có thể tiếp tục đi đến Noumea bằng chính động lực của mình, nơi chiếc tàu bảo trì Vestal tiến hành sửa chữa cho chúng. South Dakota gia nhập Lực lượng Đặc nhiệm 64 cùng với thiết giáp hạm Washington thuộc lớp North Carolina và bốn tàu khu trục. Các tàu chiến Mỹ đã đánh chặn một lực lượng bắn phá Nhật Bản trong đêm 14–15 tháng 11, và trong cuộc đối đầu được biết đến dưới tên gọi Trận hải chiến Guadalcanal thứ hai, chúng đã gây hư hại cho các tàu tuần dương Takao và Atago ngoài việc buộc thiết giáp hạm Kirishima và tàu khu trục Ayanami phải đánh đắm. Tuy nhiên, bản thân South Dakota bị hư hại lan rộng khi 42 quả đạn pháo đã bắn trúng cấu trúc thượng tầng, phá hỏng hệ thống vô tuyến liên lạc và ba bộ radar kiểm soát hỏa lực và phá hủy dàn radar chính.
Công việc sửa chữa một phần do con tàu sửa chữa Prometheus thực hiện cho phép South Dakota có thể lên đường hướng về New York; và sau khi con tàu đến nơi vào ngày 18 tháng 12 năm 1942, nó được đại tu và sửa chữa toàn bộ những hư hại trong chiến trận. Rời xưởng tàu ngày 25 tháng 2 năm 1943, South Dakota tiến hành chạy thử máy trước khi hộ tống tàu sân bay Ranger trong các hoạt động tại khu vực Bắc Đại Tây Dương cho đến giữa tháng 4, khi nó gia nhập Hạm đội Nhà Anh Quốc. Đợt bố trí này kéo dài cho đến ngày 1 tháng 8, khi con tàu quay trở về Norfolk rồi tiếp tục đi sang Thái Bình Dương, đi đến Efate vào ngày 14 tháng 9. Di chuyển đến Fiji vào ngày 7 tháng 11, nó tham gia các hải đội thiết giáp 8 và 9 hỗ trợ các lực lượng Đồng Minh trong trận Tarawa cùng nhiều trận chiến khác.
Cùng với năm thiết giáp hạm khác, South Dakota bắn pháo lên đảo Nauru vào ngày 6 tháng 12; và đến ngày 29 tháng 1 năm 1944 nó lại bắn pháo xuống Roi-Namur trước khi lên đường hộ tống cho các tàu sân bay trong nhiệm vụ hỗ trợ trên không cho nhiều cuộc đổ bộ lên các đảo trong khu vực đảo san hô Kwajalein. South Dakota đã hỗ trợ phòng không cho nhiều lực lượng đặc nhiệm tàu sân bay nhanh khác nhau cho đến tháng 6, khi nó tiến hành nả pháo xuống Saipan và Tinian. Chiếc thiết giáp hạm cũng từng tham gia cái được gọi là "Cuộc săn vịt trời Marianas vĩ đại", nơi hơn 300 máy bay Nhật Bản tấn công bị bắn rơi chỉ trong vòng một ngày.
Trong khoảng thời gian còn lại của Thế Chiến II, South Dakota hoạt động tại Thái Bình Dương hầu như trong vai trò hộ tống tàu sân bay, ngoại trừ một đợt đại tu tại Xưởng hải quân Puget Sound từ tháng 7 đến tháng 8 năm 1944; khi năm thùng thuốc súng dành cho pháo 406 mm (16 inch) phát nổ vào ngày 6 tháng 5 khiến nó phải ngưng hoạt động cho đến 1 tháng 6; vào các đợt bắn pháo xuống Okinawa (24 tháng 3 và 19 tháng 4), Nhà máy thép Kamaishi trên đảo Honshu (14 tháng 7 và 9 tháng 8) và Hamamatsu tại Honshū (29–30 tháng 7). South Dakota có mặt tại vịnh Tokyo vào lúc văn kiện chính thức về việc Nhật Bản đầu hàng được ký kết trên thiết giáp hạm Missouri vào ngày 2 tháng 9 năm 1945; và nó rời Nhật Bản vào ngày 20 tháng 9 năm 1945 quay trở về Bờ Tây Hoa Kỳ. Chiếc thiết giáp hạm lên đường hướng về Philadelphia vào ngày 3 tháng 1 năm 1946 để được đại tu; nó được điều về Hađm đội Dự bị Đại Tây Dương tại đây vào tháng 6. Được cho ngừng hoạt động vào ngày 31 tháng 1 năm 1947, South Dakota bị bỏ không cho đến khi được rút khỏi Đăng bạ Hải quân vào ngày 1 tháng 6 năm 1962 và được bán cho Bộ phận Lipsett thuộc hãng Luria Brothers and Company, Inc. vào ngày 25 tháng 10 năm 1962 để tháo dỡ.

### Indiana

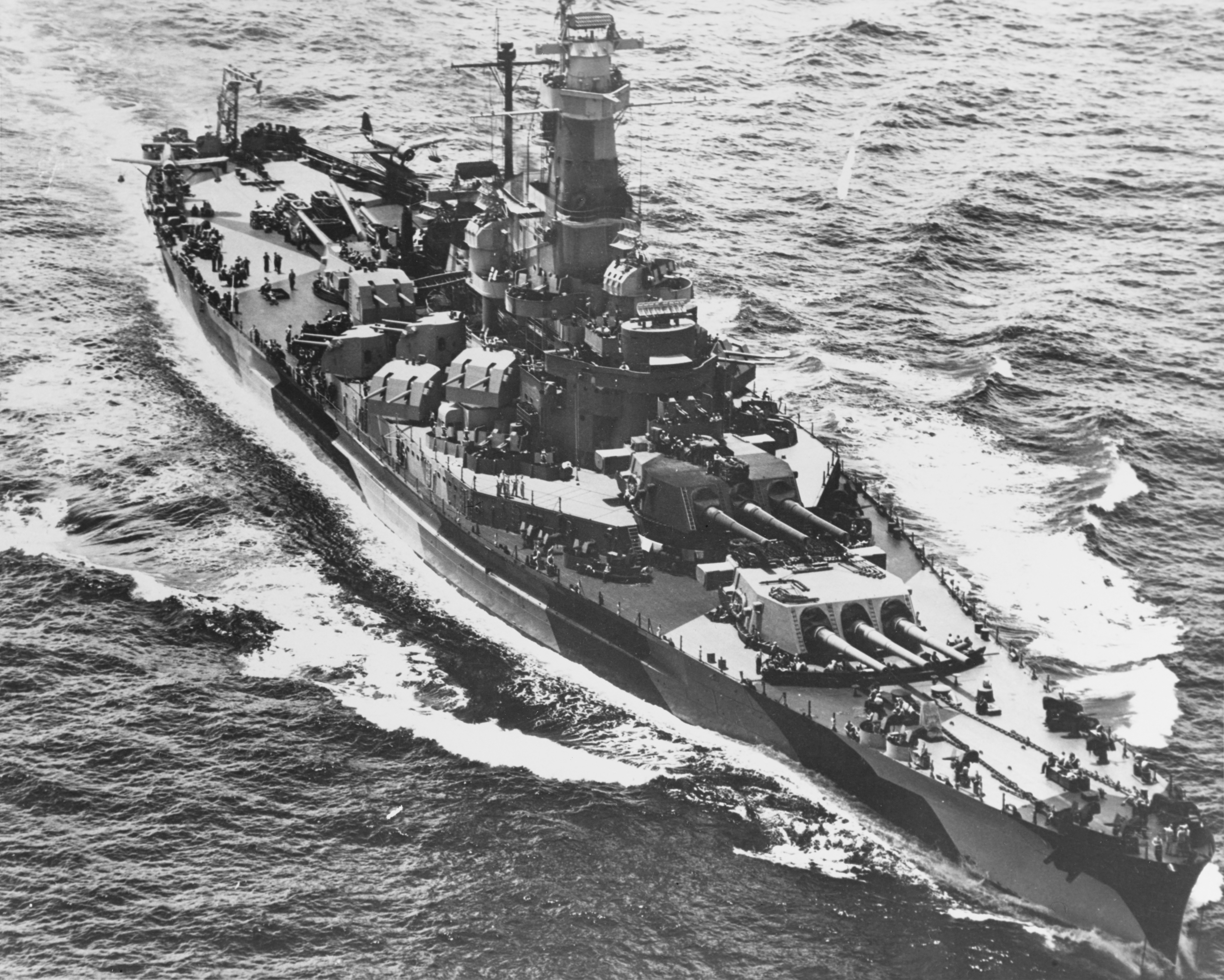
Indiana vào tháng 1 năm 1944, trên đường đi để hỗ trợ cho cuộc chiến đóng quần đảo Marshall

Indiana được đặt lườn vào ngày 20 tháng 11 năm 1939 bởi hãng Newport News Shipbuilding and Drydock Company tại Newport News, Virginia. Nó được hạ thủy vào ngày 21 tháng 11 năm 1941; và trong quá trình hoàn tất chiếc thiết giáp hạm Kearsarge, vốn được cải tạo thành một tàu cần cẩu, đã giúp vào việc đặt các tháp pháo 406 mm (16 inch) vào bệ pháo. Nó được đưa ra hoạt động vào ngày 30 tháng 4 năm 1942, và sau các hoạt động chạy thử máy, nó được gửi trực tiếp đến quần đảo Solomon. Indiana đi đến ngoài khơi Guadalcanal vào ngày 9 tháng 11 năm 1942 và thay phiên cho con tàu chị em South Dakota vốn đang cần được sửa chữa. Các hoạt động của Indiana ngoài khơi Guadalcanal chủ yếu bao gồm việc bắn phá bờ biển hỗ trợ cho lực lượng Thủy quân Lục chiến đang chiến đấu trên đảo.
Vào tháng 11 năm 1943, Indiana tham gia cuộc tấn công Tarawa cùng với thiết giáp hạm chị em South Dakota, và trong trận này Indiana đã bắn rơi chiếc máy bay đối phương đầu tiên. Chiếc thiết giáp hạm cũng tham gia cuộc tấn công quần đảo Marshall. Vào ngày 1 tháng 2 năm 1944, thiết giáp hạm Washington đã va chạm với Indiana bên mạn phải con tàu, khiến 13 khoảng trống trong hệ thống bảo vệ chống ngư lôi cùng 13 ngăn chứa nhiên liệu bị ngập nước, và các vách ngăn dọc bị hư hại nghiêm trọng. Trục chân vịt và chân vịt ngoài cùng bên mạn phải bị hư hại. Hai khẩu đội 40 mm bốn nòng và 9 khẩu 20 mm bị phá hủy, cùng với hai bệ pháo 20 mm. Máy phóng máy bay bên mạn phải của Indiana bị xé toạch khỏi con tàu cùng với chiếc thủy phi cơ Kingfisher đặt bên trên nó. Con tàu bị nghiêng về mạn phải, và được cân bằng lại bằng cách cho ngập đối xứng bên mạn trái. Indiana hướng về vũng biển Majuro để được sửa chữa tạm thời, đủ để cho nó có thể thực hiện chuyến đi quay trở về Trân Châu Cảng. Công việc sửa chữa phải thực hiện cho nó là việc sửa chữa lớn nhất mà Trân Châu Cảng phải gánh vác ngoài những chiếc thiết giáp hạm bị hư hại trong cuộc tấn công khai mào chiến tranh.
Khi quay trở lại chiến trường, Indiana tham gia các chiếm đóng Hollandia tại phía Tây New Guinea. Sau đó con tàu hướng đến khu vực Trung tâm Thái Bình Dương tiến hành bắn phá Truk, rồi tiếp tục tham gia các hoạt động ngoài khơi quần đảo Mariana. Vào ngày 19 tháng 6 năm 1944, một máy bay ném ngư lôi Nhật Bản tìm cách tấn công con tàu, nhưng các xạ thủ phòng không của Indiana đã tiêu diệt được cả chiếc máy bay lẫn quả ngư lôi mà không gây thiệt hại nào. Không lâu sau đó, thêm một máy bay Nhật Bản bị bắn rơi, nhưng một chiếc bay thứ ba đã tìm cách đâm bổ vào chiếc thiết giáp hạm. Chiếc máy bay vỡ tung khi đâm vào vỏ giáp hông, tung mảnh vụn khắp phần đuôi con tàu. Năm người đã bị thương, nhưng con tàu chỉ bị hư hại nhẹ.
Indiana quay trở về Xưởng hải quân Puget Sound tiến hành một đợt đại tu cần thiết, và công việc này kéo dài cho đến tháng 1 năm 1945; con tàu quay trở lại khu vực chiến sự vào ngày 24 tháng 1. Indiana tham gia bắn phá Iwo Jima cùng các đợt tấn công lên các đảo chính quốc Nhật Bản. Sau đó Indiana gia nhập lực lượng đặc nhiệm được tập trung để tấn công Okinawa, thực hiện bắn pháo hỗ trợ cho lực lượng trên bờ cũng như bảo vệ phòng không chống lại các cuộc tấn công Kamikaze ngày càng gia tăng nhắm vào hạm đội đổ bộ. Indiana tiếp tục thực hiện các nhiệm vụ này cho đến khi chiến tranh kết thúc vào tháng 8 năm 1945.
Vào năm 1947, Indiana được đưa về lực lượng dự bị tại Puget Sound. Cuối cùng nó được rút khỏi danh sách Đăng bạ Hải quân vào ngày 1 tháng 6 năm 1962, và được án để tháo dỡ vào ngày 6 tháng 9 năm 1963 với trị giá 418.387 Đô la Mỹ. Công việc tháo dỡ con tàu hoàn tất vào năm 1964. Cột ăn-ten của chiếc thiết giáp hạm được trao tặng cho Viện đại học Indiana tại Bloomington, trong khi chiếc neo của nó được trưng bày tại Fort Wayne.

### Massachusetts

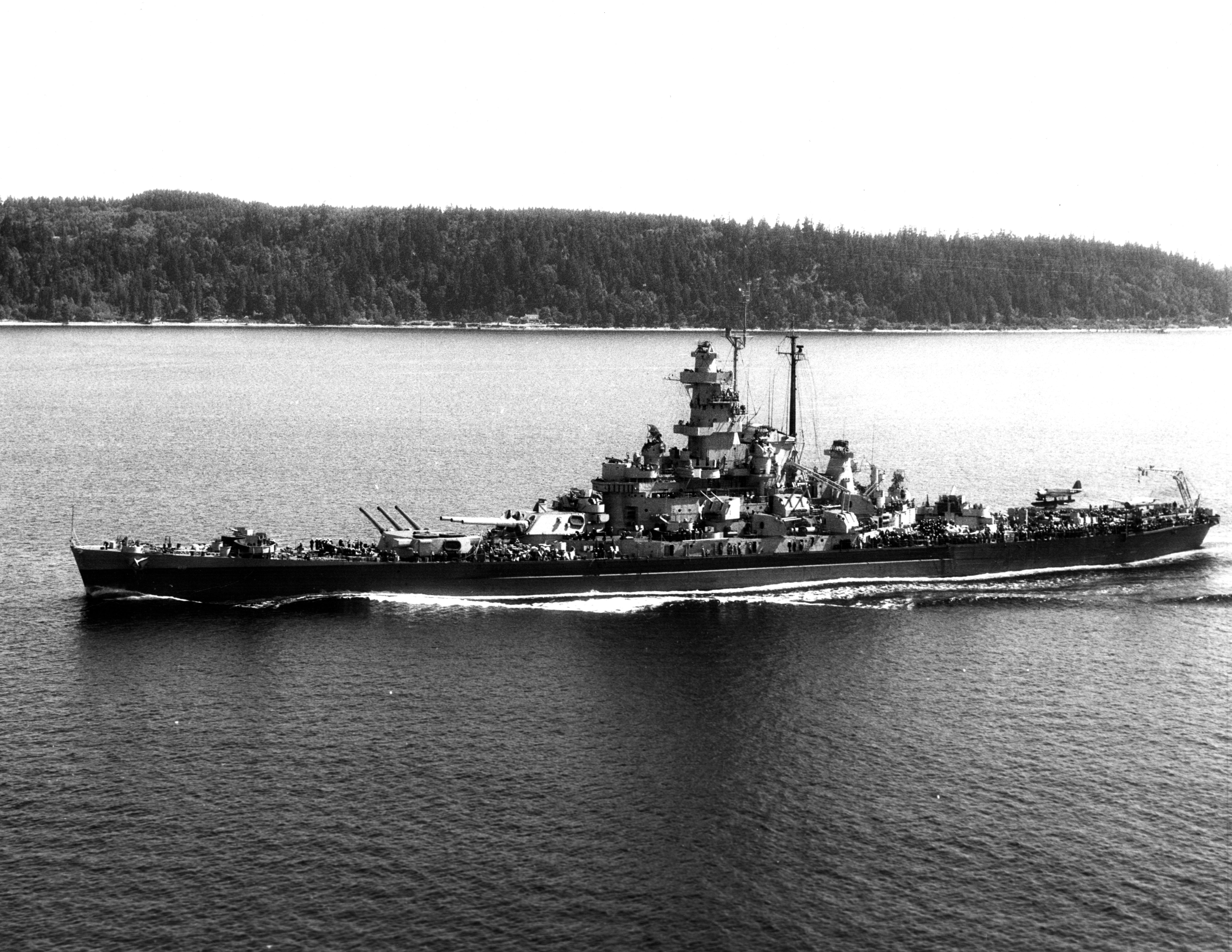
Massachusetts đang di chuyển với tốc độ 28 km/h (15 knot) ngoài khơi Point Wilson, Washington vào ngày 11 tháng 7 năm 1944.

Massachusetts, chiếc thứ ba trong lớp, được đặt lườn vào ngày 20 tháng 7 năm 1939 tại xưởng tàu Fore River của hãng Bethlehem Steel Corporation tại Quincy, Massachusetts. Nó được hạ thủy vào ngày 23 tháng 9 năm 1941 và đưa ra hoạt động vào ngày 12 tháng 5 năm 1942. Sau chuyến đi chạy thử máy, chiếc thiết giáp hạm rời vịnh Casco, Maine vào ngày 24 tháng 10 năm 1942 để hỗ trợ cho Chiến dịch Torch, cuộc đổ bộ của lực lượng Đồng Minh lên Bắc Phi, như là soái hạm của Lực lượng Đặc nhiệm Hải quân Phương Tây. Cùng với các tàu tuần dương hạng nặng Tuscaloosa và Wichita cùng bốn tàu khu trục, Massachusetts đi đến Casablanca vào chiều tối ngày 7 tháng 11. Chiếc thiết giáp hạm Pháp chưa hoàn tất Jean Bart, thiếu một trong các tháp súng 380 mm/45 caliber bốn nòng, đang ở tại cảng này sau khi đi đến đây vào năm 1940 né tránh việc Đức chiếm đóng Pháp. Sáng hôm sau, máy bay Mỹ bị hỏa lực phòng không kháng cự và hai tàu ngầm Pháp bị phát hiện đang rời khỏi cảng; rồi đến 7 giờ 03 phút khẩu đội pháo phòng thủ duyên hải tại El Hank đã bắn vào Massachusetts. Người ta nhầm lẫn là hỏa lực nói trên được bắn từ Jean Bart, nên đã có lệnh vô hiệu hóa chiếc thiết giáp hạm. Massachusetts đã bắn trúng Jean Bart năm phát, phá hỏng tháp pháo chính còn hoạt động duy nhất của nó. Massachusetts cũng gây hư hại nặng cho tàu khu trục Le Malin, khiến nó bị lật úp sau đó. Bốn tàu buôn và một tàu cần cẩu cũng bị tiêu diệt.
Trong cuộc giao chiến, bày tàu khu trục Pháp tìm cách thoát ra khỏi cảng đi đến các bãi đổ bộ. Lúc 8 giờ 55 phút, Massachusetts tăng tốc độ để tấn công các tàu khu trục. Khẩu đội bờ biển tại El Hank tiếp tục nổ súng vào con tàu, và lúc 10 giờ 00, một phát đạn pháo 193 mm (7,6 inch) của nó bắn trúng mạ trái con tàu giữa hai tháp pháo phía trước. Quả đạn pháo xuyên qua sàn bọc thép và gây một đám cháy nhỏ nhưng được dập tắt nhanh chóng. Vào lúc này, tàu tuần dương Pháp Primauguet và hai tàu khu trục khác rời cảng. Massachusetts và Tuscaloosa đã đánh chìm Fougeaux, rồi đến 10 giờ 05 phút một phát đạn pháo 406 mm (16 inch) từ Massachusetts bắn trúng Le Milan loại nó khỏi vòng chiến. Primauguet bị buộc phải rút lui sau khi nó trúng một phát đạn pháo 406 mm (16 inch) của Massachusetts và một số đạn pháo cỡ nhỏ hơn từ các tàu tuần dương Mỹ Brooklyn và Augusta. Trong các hoạt động ngoài khơi bờ biển Bắc Phi trong ngày 8 tháng 11, Massachusetts đã bắn 786 quả đạn pháo chính và 221 quả đạn pháo 127 mm (5 inch).
Sau các hoạt động thành công ngoài khơi Bắc Phi, Massachusetts được đưa về đại tu tại Xưởng hải quân Boston, rồi sau đó lên đường hướng sang Mặt trận Thái Bình Dương, và đi đến Nouméa vào ngày 4 tháng 3 năm 1943. Chiếc thiết giáp hạm hỗ trợ các hoạt động tại Nam Thái Bình Dương trong những tháng tiếp theo, bao gồm việc bảo vệ các tuyến đường vận chuyển, hộ tống các tàu sân bay và bắn phá các vị trí của quân Nhật trên nhiều đảo khác nhau, bao gồm Nauru vào ngày 8 tháng 12 năm 1943 và Kwajalein vào ngày 30 tháng 1 năm 1944. Quay trở lại nhiệm vụ hộ tống tàu sân bay sau đợt bắn pháo sau cùng, Massachusetts bảo vệ phòng không trong khi lực lượng Đồng Minh tung các đợt không kích xuống Saipan, Tinian và Guam. Sau đó nó còn hỗ trợ cho các cuộc tấn công tại quần đảo Caroline và tại Hollandia. Sau khi bắn pháo xuống đảo Ponape vào ngày 1 tháng 5, con tàu lên đường quay trở về Xưởng hải quân Puget Sound để đại tu, và cũng để xẻ rãnh lại các nòng pháo đã bị nhẵn trong chiến đấu.

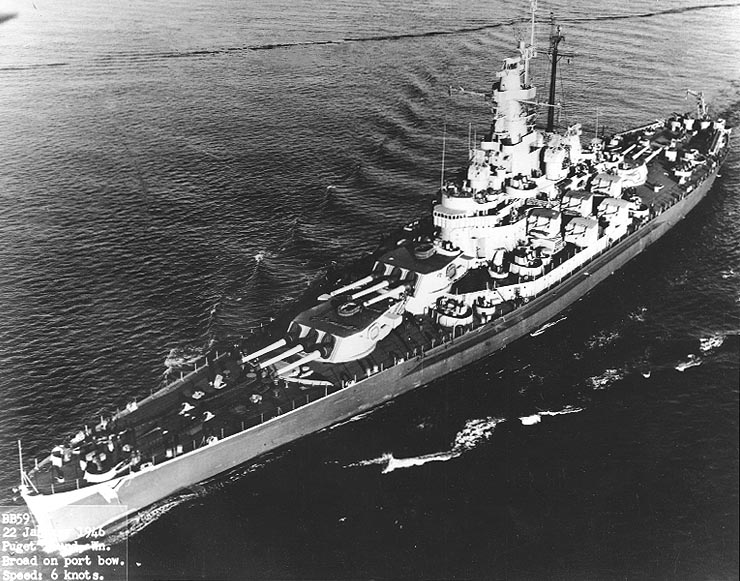
Massachusetts trên đường đi

Quay trở lại khu vực chiến sự, Massachusetts rời Trân Châu Cảng vào ngày 1 tháng 8 năm 1944. Gia nhập Lực lượng Đặc nhiệm 38, nó hỗ trợ cho các lực lượng đổ bộ chung quanh vịnh Leyte, và bảo vệ cho các đội đặc nhiệm tàu sân bay tấn công tàu chiến đối phương trong Trận chiến vịnh Leyte, Okinawa và Đài Loan. Di chuyển đến Philippine, chiếc thiết giáp hạm bảo vệ các tàu bè và binh lính Đồng Minh trong Trận Mindoro và nằm trong thành phần của lực lượng tấn công Manila. Massachusetts cùng với Lực lượng Đặc nhiệm 38 đã đi đúng vào tâm của cơn bão Cobra, với sức gió 220 km/h (120 knot). Nó tiếp tục hoạt động cùng Lực lượng Đặc nhiệm 38 từ ngày 30 tháng 12 năm 1944 đến ngày 23 tháng 1 năm 1945; tấn công lên Đài Loan và Okinawa cùng hỗ trợ cho hoạt động đổ bộ lên Lingayen, cũng như đột nhập vào biển Nam Trung Quốc tấn công các tàu bè Nhật Bản.
Từ tháng 2 đến cuối tháng 3 năm 1945, Massachusetts hỗ trợ phòng không cho các chiến dịch không kích lên các đảo Honshū, Iwo Jima và Kyushu. Vào ngày 24 tháng 3, nó bắn pháo xuống Okinawa; rồi trong khoảng thời gian còn lại của tháng đó cùng hầu hết tháng 4, Massachusetts một lần nữa đảm trách nhiệm vụ phòng không, lần này là cho các tàu bè Đồng Minh tại Okinawa. Ngày 5 tháng 6, nó chịu đựng một cơn bão khác, Louise, với sức gió lên đến 185 km/h (100 knot). Năm ngày sau, nó nả pháo lên Minamidaitō. Massachusetts cùng với Đệ Tam hạm đội lên đường hướng đến chính quốc Nhật Bản vào ngày 1 tháng 7. Chiếc thiết giáp hạm đã bảo vệ các tàu sân bay khi chúng không kích xuống ngoại vi Tokyo, sau đó tiến đến gần bờ tấn công các mục tiêu đối phương bằng hải pháo. Massachusetts đã tấn công trung tâm luyện gang thép lớn thứ hai của Nhật Bản: Kamaishi trên đảo Honshū, vào ngày 14, Hamamatsu vào ngày 28, và Kamaishi vào ngày 9 tháng 8. Cuộc bắn pháo sau cùng có lẽ là những loạt đạn pháo 406 mm (16 inch) cuối cùng được bắn trong Thế Chiến II.
Cùng với việc chiến tranh kết thúc, Massachusetts một lần nữa đi đến Xưởng hải quân Puget Sound để đại tu; và sau khi hoàn tất, nó khởi hành vào ngày 28 tháng 1 năm 1946 hoạt động ngoài khơi bờ biển California cho đến khi lên đường hướng về Hampton Roads ngang qua kênh đào Panama. Sau khi đến nơi vào ngày 22 tháng 4, Massachusetts được cho ngừng hoạt động vào ngày 27 tháng 3 năm 1947 và được đưa về Hạm đội Dự bị Đại Tây Dương. Nó được rút khỏi danh sách Đăng bạ Hải quân vào ngày 1 tháng 6 năm 1962, nhưng không bị tháo dỡ. Chiếc thiết giáp hạm được trao cho Ủy ban Tưởng niệm Massachusetts vào ngày 8 tháng 6 năm 1965 để trở thành một tàu bảo tàng tại Fall River, Massachusetts.

### Alabama
Việc chế tạo Alabama, chiếc thứ tư và là thành viên cuối cùng của lớp South Dakota, bắt đầu vào ngày 1 tháng 2 năm 1940 khi lườn của nó được đặt tại Xưởng hải quân Norfolk. Nó được hạ thủy vào ngày 16 tháng 2 năm 1942 và được đưa vào hoạt động sáu tháng sau đó, 16 tháng 8 năm 1942. Alabama thực hiện chuyến đi chạy thử máy từ vịnh Chesapeake vào ngày 11 tháng 11 và kết thúc tại vịnh Casco, Maine. Những công việc sửa chữa nhỏ được thực hiện tại Norfolk trước khi chiếc thiết giáp hạm mới quay trở lại vịnh Casco tiến hành huấn luyện cơ động cùng với con tàu chị em South Dakota. Bắt đầu từ tháng 3 năm 1943, Alabama được biệt phái sang Hạm đội Nhà Anh Quốc, và được giao nhiệm vụ hộ tống các đoàn tàu vận tải trên đường đi đến Liên Xô. Nó được cho rút khỏi vai trò này vào tháng 7 để quay về Norfolk cho một đợt đại tu ngắn trong tháng 8.
Cuối tháng 8, Alabama khởi hành đi sang Mặt trận Thái Bình Dương. Chiếc thiết giáp hạm được phân về Đệ Tam hạm đội Hoa Kỳ trong các chiến dịch đổ bộ tại quàn đảo Gilbert, đặc biệt là tại Kwajalein vào năm 1944. Trong đêm 21 tháng 2 năm 1944, các khẩu pháo 127 mm (5 inch) của Alabama đã khai hỏa vào máy bay Nhật Bản trong khu vực này. Chiếc tàu chiến đã bẻ lái nhắm vào hướng các máy bay Nhật Bản để có vị trí tác xạ thuận lợi hơn, nhưng tháp pháo sau cùng bị che khuất bởi các bệ pháo giữa tàu. Pháo thủ trên tháp pháo sau cùng vô tình bỏ qua cơ cấu an toàn ngăn không cho khai hỏa trong những hoàn cảnh như vậy, và khi họ nổ súng, đã bắn nhầm vào tháp pháo 127 mm (5 inch) ngay phía trước. Năm người đã thiệt mạng và 11 người khác bị thương trong tai nạn này; và một cuộc điều tra sau đó cho thấy nút bỏ qua cơ cấu an toàn bị hỏng đã đưa đến sự cố.
Alabama bắn rơi chiếc máy bay Nhật Bản đầu tiên trong tháng tiếp theo, tháng 3 năm 1944. Chiếc tàu chiến thực hiện các hoạt động phòng không trong Trận chiến biển Philippine vào tháng 6 năm 1944. Sau đó, nó gia nhập các thiết giáp hạm khác trong hoạt động hỗ trợ hỏa lực cho lực lượng trên bờ tại quần đảo Mariana. Nó được phân về Lực lượng Đặc nhiệm 34 trong quá trình Trận chiến vịnh Leyte vào tháng 10 năm 1944. Đến đầu năm 1945, Alabama quay trở về Xưởng hải quân Puget Sound để sửa chữa và tái trang bị; công việc chủ yếu bao gồm cải tiến dàn hỏa lực và thiết bị radar. Vào đầu tháng 5, chiếc thiết giáp hạm quay trở lại khu vực chiến sự, đảm trách vai trò hỗ trợ phòng không cho các đội đặc nhiệm tàu sân bay nhanh đang tung ra các cuộc không kích xuống hòn đảo chính quốc Nhật Bản Kyushu. Vào tháng 7 năm 1945, nó bắn phá một số khu vực tại Nhật Bản: Kamaishi trong ngày 14, Hitachi vào ngày 18, và Hamamatsu trong các ngày 29 và 30 tháng 7. Đây trở thành những hoạt động tác chiến cuối cùng của nó trong cuộc chiến tranh. Nhiệm vụ cuối cùng của chiếc thiết giáp hạm tại Viễn Đông là hỗ trợ cho việc đổ bộ lực lượng chiếm đóng lên Nhật Bản trước khi lên đường quay trở về Hoa Kỳ.
Vào ngày 9 tháng 1 năm 1947, Alabama được đưa về hạm đội dự bị tại Bremerton, Washington, nơi nó được bỏ không cho đến ngày 1 tháng 6 năm 1962, khi nó được rút khỏi danh sách Đăng bạ Hải quân. Alabama được chuyển cho Ủy ban Thiết giáp hạm USS Alabama để sử dụng con tàu như một đài tưởng niệm. Nó được kéo khỏi Bremerton vào ngày 2 tháng 7 năm 1964, đến Mobile, Alabama, nơi nó tiếp tục hiện diện cho đến nay như một tàu bảo tàng.

### Đề nghị cải biến
Vào ngày 26 tháng 7 năm 1954, một đề nghị cải biến dành cho lớp tàu South Dakota được Chủ tịch Ủy ban Đặc tính Tàu chiến đặt ra, yêu cầu nâng tốc độ của các con tàu lên ít nhất 57,4 km/h (31 knot). Để làm được điều này, nhóm thiết kế quyết định tháo dỡ tháp pháo đuôi, sử dụng trọng lượng và chỗ trống có được để trang bị các turbine hơi nước cải tiến hoặc một bộ các turbine khí. Cả hai hệ thống này đều sẽ sản sinh một công suất ít nhất 256.000 mã lực (190 MW), là yêu cầu tối thiểu để lườn tàu của lớp South Dakota có thể đạt được tốc độ 57,4 km/h (31 knot). Không may thay, việc này buộc phải thay đổi kiểu dáng lườn tàu, đặc biệt là phần phía sau đuôi. Cũng cần có các chân vịt lớn hơn, và cả bốn trục chân vịt cần phải chế tạo mới toàn bộ để mang chúng. Ước lượng chi phí cho dự án này lên đến 40 triệu Đô-la cho mỗi con tàu, chưa tính đến chi phí tái kích hoạt và nâng cấp chúng với những hệ thống chiến đấu và điện tử mới nhất. Kết quả là chương trình cải biến bị hủy bỏ.